# Robin Hull
Robin Hull (ur. 16 sierpnia 1974 w Helsinkach) – fiński snookerzysta. Plasuje się na 53. miejscu pod względem zdobytych setek w profesjonalnych turniejach, ma ich łącznie 168. Przez długi okres gry był to jedyny profesjonalny zawodnik z krajów nordyckich.

## Kariera
W 2002 roku zakwalifikował się do Mistrzostw świata w snookerze, wygrywając w ostatniej rundzie kwalifikacji z Steve’em Davisem. Jednak w fazie zasadniczej przegrał w pierwszej rundzie z Graeme’em Dottem 6-10.
W swojej karierze dwukrotnie osiągnął ćwierćfinał turnieju. Najpierw w Welsh Open w 2003, później w Malta Cup 2006, gdzie zakwalifikował się z rundy dzikich kart.
Hull do końca sezonu 2010/2011 zbudował w swojej karierze 111 brejków stupunktowych. Co daje mu 3 pozycję wśród zawodników nie uczestniczących w światowej 16 Main Tour.
W 2008 roku przerwał swoją grę profesjonalną ze względu na problemy zdrowotne. Wycofał się z kwalifikacji do Mistrzostw świata 2007. Zdiagnozowano u niego zagrażającą życiu infekcję wirusową.
Po uporaniu się z chorobą wrócił do gry profesjonalnej dzięki wygraniu w pierwszym turnieju z serii Q School w 2011.
W sezonie 2015/16 odniósł pierwsze zwycięstwo w międzynarodowym turnieju, wygrywając Snooker Shoot Out 2016 w Reading. W finale pokonał 50–36 Lucę Brecela.